# 김화중학교
김화중학교(金化中學校)는 대한민국 강원특별자치도 철원군 서면 와수리에 있는 공립 중학교이다.

## 학교 연혁
- 1955년 8월 8일 : 김화중학교 3학급 설립인가
- 1955년 12월 25일 : 개교
- 1958년 3월 20일 : 제1회 졸업식
- 1980년 3월 1일 : 김화중·김화여중 분리
- 2022년 12월 30일 : 제66회 졸업식(총계 8,314명)
- 2024년 3월 4일 : 2024학년도 신입생 입학(45명)
- 2025년 3월 1일 : 제25대 이창근 교장 부임

## 참고 자료
- 김화중학교 - 한국교육학술정보원 학교알리미